# Premio al mejor libro extranjero
El Premio al mejor libro extranjero (prix du Meilleur livre étranger) es un premio literario otorgado anualmente a una novela o ensayo traducido al francés.
Creado en 1948 en torno a un grupo informal de editores literarios, fue uno de los primeros premios dirigidos a los libros traducidos al francés. Desde 2008 el premio está patrocinado por el Hotel Hyatt Regency Madeleine (24 Boulevard Malesherbes, Paris 8.)e
Su fundador es Robert Carlier, junto a su amigo André Bay. Las deliberaciones del jurado se llevaron a cabo en la Brasserie Lipp, donde se reunieron los críticos y editores Jean Blanzat, Pierre-François Caillé, Paul Flamand, Maurice Nadeau, Armand Pierhal, Raymond Queneau y Guy Tosi. En la actualidad el jurado se reúne en el Hyatt Regency Paris-Madeleine, y se compone de André Bay, Daniel Arsand, Manuel Carcassonne, Gérard de Cortanze, Nathalie Crom, Solange Fasquelle, Anne Freyer, Christine Jordis, Jean-Claude Lebrun, Ivan Nabokov, Joël Schmidt y Philippe Zuber.

## Premio al mejor libro extranjero — novela o poesía
- 2022 Juan Gabriel Vásquez, Une rétrospective (Le Seuil), traducido  del español por Isabelle Gugnon
- 2021 Gouzel Iakhina, Les Enfants de la Volga (Noir sur Blanc), traducido  del ruso por Maud Mabillard
- 2019 Christoph Hein, L'ombre d'un père (Metaillié), traducido del alemán por Nicole Bary.
- 2018 Eduardo Halfon, Deuils (Quai Voltaire), (título original: Duelo), traducido del español por David Fauquemberg.[1][2]
- 2017 Viet Thanh Nguyen, El simpatizante (Belfond) (título original: The Sympathizer, 2015), traducido del inglés por Clément Baude.[3]
- 2016 Helen Macdonald, M pour Mabel (Fleuve éditions) (título original: H is for Hawk, 2014), traducido del inglés por Marie-Anne de Béru
- 2015 Martin Amis, La zona de interés (Calmann-Lévy) (título original: The Zone of Interest), 2015, traducido del inglés por Bernard Turle.
- 2014 Drago Jančar, Cette nuit, je l’ai vue (Phébus) (título original To noč sem jo videl, 2010) traducido del esloveno por Andrée Lück-Gaye.[4]
- 2013 Alan Hollinghurst, L'Enfant de l'étranger (Albin Michel) (título original The Stranger's Child), traducido del inglés por Bernard Turle.
- 2012 Abraham B. Yehoshúa, Rétrospective (Grasset/Calmann-Lévy) (título original  חסד ספרדי ), traducido del hebreo por Jean-Luc Allouche.
- 2011 Alessandro Piperno, Persécution (Liana Levi) (título original Persecuzione. Il fuoco amico dei ricordi, 2010) traducido del italiano por Fanchita González-Batlle
- 2010 Gonçalo M. Tavares, Apprendre à prier à l’ère de la technique (Viviane Hamy) (título original Aprender a Rezar na Era da Técnica) traducido del portugués por Dominique Nédellec[5]
- 2009 Karel Schoeman, Cette vie (Phébus) (título original Hierdie lewe, 1993) traducido del afrikáans por Pierre-Marie Finkelstein
- 2008 Charles Lewinsky, Melnitz (Grasset) traducido del alemán por Léa Marcou
- 2007 Joseph McBride, À la recherche de John Ford (Actes Sud) traducido del inglés por Jean-Pierre Coursodon
- 2006 Nicole Krauss, La historia del amor (Gallimard) traducido del inglés por Bernard Hoeppfner
- 2005 Colm Tóibín, The Master (Robert Laffont) traducido del inglés por Anna Gibson
- 2004 Carlos Ruiz Zafón, La sombra del viento (Grasset) traducido del español por François Maspero
- 2003 Peter Carey, La Véritable Histoire du gang Kelly (Plon) traducido del inglés por Elisabeth Peelaert
- 2002 Orhan Pamuk, Me llamo rojo (Gallimard) traducido del turco por Gilles Authier
- 2001 Per Olov Enquist, Le Médecin personnel du roi (Actes Sud) traducido del sueco por Marc de Gouvenain y Lena Grumbach
- 2000 Abilio Estévez, Ce royaume t'appartient (Grasset) traducido del español por Alice Seelow y Philip Roth, Pastorale américaine traducido del inglés por Josée Kamoun (Gallimard).
- 1999 Péter Nádas, Le Livre des mémoires (Plon) traducido del húngaro por Georges Kassaï
- 1998 Anna Maria Ortese, La Douleur du chardonneret (Gallimard) traducido del italiano por Louis Bonalumi y Eduardo Mendoza, Une comédie légère (Seuil) traducido del español por François Maspero.
- 1997 Antonio Lobo Antunes, Le Manuel des inquisiteurs (Christian Bourgois) traducido del portugués por Carlos Batista
- 1996 Jonathan Coe, Testament à inglése (Gallimard) traducido del inglés por Jean Pavans
- 1995 Joan Brady, L'Enfant loué (Plon) traducido del inglés por Pierre Alien[6]
- 1994 Graham Swift, À tout jamais (Gallimard) traducido del inglés por Robert Davreu
- 1993 Tim O'Brien, À propos du courage (Plon) traducido del inglés por Jean-Yves Prate
- 1992 Jane Urquhart, La Foudre et le Sable (Albin Michel) traducido del inglés por Anne Rabinovitch
- 1991 Youozas Baltouchis, La Saga de Youza (Alinéa), Sakme apie Juza (1979) traducido del texto lituano y su traducción al ruso (Skaganie o Ûzase, 1981) por Denise Yoccoz-Neugeot
- 1990 Jaan Kross, Le Fou du tsar (Robert Laffont) traducido del estonio por Jean-Luc Moreau
- 1989 Andréi Bitov, La Maison Pouchkine (Albin Michel) traducido del ruso por Philippe Mennecier
- 1988 Margaríta Karapánou, Le Somnambule (Gallimard)
- 1987 John Fowles, La Créature (Albin Michel) traducido del inglés por Annie Saumont
- 1986 Fernando del Paso, Palinure de México (Fayard), traducido del español por Michel Bibard
- 1985 Salman Rushdie, La Honte (Plon) traducido del inglés por Jean Guiloineau[7]
- 1984 Vassili Grossman, Vie et destin (Gallimard) traducido del ruso por Wladimir Berelowitch y Anne Coldefy-Faucard
- 1983 Giordano Bruno Guerri, Malaparte (Denoël) traducido del italiano por Valeria Tasca
- 1982 Héctor Bianciotti, L'amour n'est pas aimé (Gallimard)[8]
- 1981 Anthony Burgess, La Puissance des ténèbres (Acropole/Belfond) traducido del inglés por Georges Belmont y Hortense Chabrier
- 1980 Mario Vargas Llosa, La Tante Julia et le Scribouillard (Gallimard) traducido del español por Albert Bensoussan y Gerard Manley Hopkins, Grandeur de Dieu et autres poèmes (Granit) traducido del inglés por Jean Mambrino
- 1979 Adolfo Bioy Casares, Plan d'évasion (Robert Laffont) traducido del español por Françoise-Marie Rosset
- 1978 Yasar Kemal, L'Herbe qui ne meurt pas (Gallimard) traducido del turco por Münevver Andaç
- 1977 Mario Pomilio, Le Cinquième Évangile (Fayard) traducido del italiano
- 1976 Ernesto Sabato, L'Ange des ténèbres (Seuil) traducido del español por Maurice Manly, y W. H. Auden, Poésies choisies (Gallimard) traducido del inglés por Jean Lambert
- 1975 Leonardo Sciascia, Todo modo (Denoël) traducido del italiano por René Daillie
- 1974 Bruno Schulz, Les Boutiques de cannelle y Le Sanatorium au croque-mort (Denoël) traducido del polaco por Thérèse Douchy, Georges Lisowski y Georges Sidre
- 1973 John Hawkes, Les Oranges de sang (Gallimard) traducido del inglés por Alain Delahaye
- 1972 J. R. R. Tolkien, Le Seigneur des anneaux (Christian Bourgois) traducido del inglés por Francis Ledoux
- 1971 Stratis Tsirkas, Cités à la dérive (Seuil) traducido del griego por Catherine Lerouvre y Chrysa Prokopaki
- 1970 Guillermo Cabrera Infante, Trois tristes tigres (Gallimard) traducido del español por Albert Bensoussan
- 1969 Gabriel García Márquez, Cent ans de solitude (Seuil) traducido del español por Claude y Carmen Durand
- 1968 Aleksandr Solzhenitsyn, Le Premier Cercle traducido del ruso por Louis Martine y Le Pavillon des cancéreux traducido del ruso por Michel Aucouturier
- 1967 Kobo Abe, La Femme des sables (Stock) traducido del japonés por Georges Bonneau
- 1966 Peter Härtling, Niembsch ou l'Immobilité (Seuil) traducido del alemán por Bernard Lortholary
- 1965 John Updike, Le Centaure (Seuil) traducido del inglés por Laure Casseau
- 1964 Isaac Bashevis Singer, Le Magicien de Lublin (Stock) traducido del inglés por Gisèle Bernier
- 1963 Oscar Lewis, Les Enfants de Sanchez (Gallimard) traducido del inglés por Céline Zins (The Children of Sánchez: Autobiography of a Mexican family, 1961)
- 1962 Günter Grass, Le Tambour (Seuil) traducido del alemán por Jean Amsler
- 1961 Yasunari Kawabata, Pays de neige (Albin Michel) traducido del japonés por Fujimori Bunkichi y Armel Guerne
- 1960 Angus Wilson, Les Quarante Ans de Mrs. Eliot (Stock) traducido del inglés por Claude Elsen
- 1959 Lawrence Durrell, Justine et Balthazar (tomes du Quatuor d'Alexandrie) (Buchet-Chastel) traducido del inglés por Roger Giroux
- 1958 Robert Musil, L'Homme sans qualités (Seuil) traducido del alemán por Philippe Jaccottet
- 1957 Pavel Melnikov-Petchersky, Dans les forêts (Gallimard) traducido del ruso por Sylvie Luneau
- 1956 Alejo Carpentier, Le Partage des eaux (Gallimard) traducido del español por René L-F Durand
- 1955 Heinrich Böll, Les Enfants des morts (Seuil) traducido del alemán por Blanche Gidon
- 1954 Nikos Kazantzakis, Alexis Zorba (Plon) traducido del griego por Yvonne Gauthier y Gisèle Prassinos
- 1953 Robert Penn Warren, Les Fous du roi (Stock) traducido del inglés por Pierre Singer
- 1952 Vasco Pratolini, Chronique des pauvres amants (Stock) traducido del italiano por Gennie Luccioni
- 1951 Pär Lagerkvist, Barabbas (Stock) traducido del sueco por Marguerite Gay y Gerd de Mautort
- 1950 Miguel Ángel Asturias, Monsieur le président traducido del español por Georges Pillement
- 1949 Elias Canetti, La Tour de Babel (Arthaud), traducido del alemán. Esta novela es actualmente titulada Auto-da-fé (Die Blendung) y publicada por Gallimard (1968)
- 1948 James Hogg, La Confession d'un pêcheur justifié (Arche) traducido del inglés por Dominique Aury

## Premio al mejor libro extranjero — ensayo
- 2022 Maria Stepanova, En mémoire de la mémoire (Stock) (título original: Памяти памяти: Романс), traducido del ruso por Anne Coldefy-Faucard
- 2021 Kapka Kassabova, L'Écho du lac (Marchialy) (título original: To the Lake: A Balkan Journey of War and Peace), traducido del inglés por Morgane Saysana
- 2020 Daniel Mendelsohn, Trois Anneaux. Un conte d’Exil (Flammarion) (título original: Three rings : a tale of exile, narrative and fate), traducido del inglés por Isabelle D. Taudière
- 2019 Wolframm Eilenberger, Le temps des magiciens (Albin Michel) (título original: Zeit der Zauberer) traducido del alemán por Corina Gepner.
- 2018 Stefano Massini, Les Frères Lehman (Éditions du Globe) (título original: Qualcosa sui Lehman, 2016),[9] traducido del italiano por Nathalie Bauer.
- 2017 Philippe Sands, Retour à Lemberg (Albin Michel) (título original: East West Street. On the Origins of Genocide and Crimes against Humanity, 2016), traducido del inglés por Astrid von Busekist.[3]
- 2016 Samar Yazbek, Les Portes du néant (Stock) (título original Bawwābaẗ arḍ al-ʿadam), traducido del árabe por Rania Samara.
- 2015 Christoph Ransmayr, Atlas d'un homme inquiet (título original: Atlas eines ängstlichen Mannes), traducido del alemán por Bernard Kreiss (Albin-Michel).
- 2014 Göran Rosenberg, Une brève halte après Auschwitz, traducido del sueco por Anna Gibson (Seuil).
- 2013 Erwin Mortier, Psaumes balbutiés. Livre d'heures de ma mère, traducido del neerlandés por Marie Hooghe-Stassen (Fayard).
- 2012 David Van Reybrouck, Congo. Une histoire, traducido del neerlandés por Isabelle Rosselin (Actes Sud).
- 2011 Marina Tsvetáyeva, Récits et essais (tome 2), traducido del ruso por Nadine Debourvieux, Luba Jurgenson et Véronique Lossky (Seuil).
- 2010 Antonia Fraser, Vous partez déjà? Ma vie avec Harold Pinter, traducido del inglés por Anne-Marie Hussein, Baker Street.
- 2009 Pascal Khoo Thwe, Une odyssée birmane, traducido del inglés por Claire Cera (Gallimard).
- 2008 William T. Vollmann, Pourquoi êtes-vous pauvres ?, traducido del inglés por Christophe Claro (Actes Sud).
- 2006 Diane Middlebrook, Ted Hugues & Sylvia Plath, histoire d'un mariage (Phébus).
- 2005 Mijaíl Shishkin, Dans les pas de Byron et Tolstoï (Noir sur Blanc).
- 2004 Azar Nafisi, Lire Lolita à Téhéran (Plon).
- 2003 Hella S. Haasse, La Récalcitrante (Seuil).
- 1999 W. G. Sebald, Les Anneaux de Saturne, traducido del alemán por Bernard Kreiss (Actes Sud).
- 1998 Verena von der Heyden-Rynsch, Écrire la vie, trois siècles de journaux intimes féminins.
- 1996 Michael Holroyd, Carrington (Flammarion).
- 1993 Predrag Matvejevic, Bréviaire méditerranéen (Fayard).
- 1990 Claudio Magris, Danube (L'Arpenteur).
- 1987 Benedetta Craveri, Madame Du Deffand et son monde (Seuil).
- 1986 Margarete Buber-Neumann, Milena.
- 1977 Mario Praz, La Chair, la mort et le diable (Denoël).
- 1974 Abram Tertz (=Andréi Siniavsky), Une voix dans le chœur (Seuil).
- 1965 John Cowper Powys, Autobiographie (Gallimard).
- 1964 Robert-Marie Grant, La Gnose et les origines chrétiennes  (Seuil).
- 1963 Oscar Lewis, Les Enfants de Sanchez (Gallimard).